# マニウス・アクィッリウス (紀元前129年の執政官)
マニウス・アクィッリウス（ラテン語: Manius Aquillius、生没年不詳）は共和政ローマの政治家・軍人。紀元前129年に執政官（コンスル）を務めた。執政官として設立されたばかりのアシア属州の反乱を鎮圧し、国境線を設定したが、その際に賄賂を受け取ったと告訴されている。

## 初期の経歴
アクィッリウスの初期の経歴に関しては不明であるが、遅くとも紀元前132年までには法務官（プラエトル）に就任している。

## コンスルシップ
紀元前129年には、ガイウス・センプロニウス・トゥディタヌスと共に執政官に就任した。
アクィッリウスが執政官に就任した時期には、ティベリウス・センプロニウス・グラックス（グラックス兄）が設定した公有地法に関して、ローマでの政治闘争は激化していた。しかし、この問題の解決は同僚執政官のトゥディタヌスに委ねられ、アクィッリウスは小アジアに派遣された。

### 小アジア

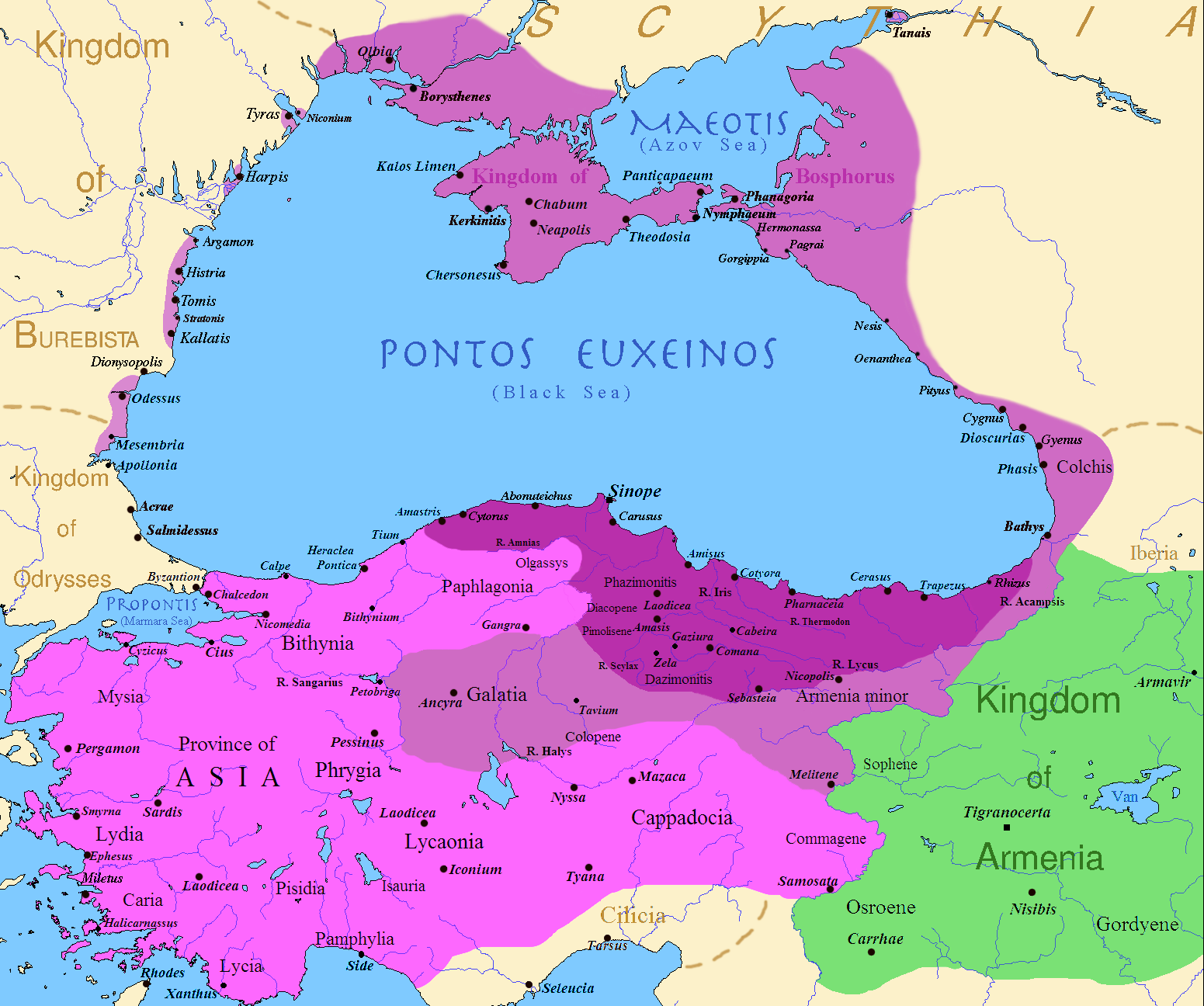
小アジアの位置関係。濃い紫が当時のポントス王国で、左下アシア属州の表記(Province of ASIA)の左にペルガモン、右に上からビテュニア、フリギア、リカオニアがある

当時小アジアでは、後継者のいないペルガモン王国の国王アッタロス3世が、自分の死後は全領土をローマに引き渡すと遺言していた。紀元前133年にアッタロスが没すると、ペルガモンはローマの属州となった。しかしこれ不満を持つペルガモン人はアリストニコスを指導者に反乱を起こした。彼は自らを王国の継承者エウメネス3世と称し、紀元前131年には執政官プブリウス・リキニウス・クラッスス・ディウェス・ムキアヌスに勝利し敗死させた。
紀元前130年には執政官マルクス・ペルペルナが派遣されるが、ペルペルナは翌年も前執政官（プロコンスル）として引き続き軍を指揮し、反乱軍に決定的勝利を収め、アリストニコスを捕らえてローマに送った。しかし未だ反乱を完全に鎮圧したわけではなかった。
グナエウス・ポンペイウス・トログスの『地中海世界史』の要約（ユスティヌス）によれば、アクィッリウスはペルペルナの成功を羨望しており、執政官に就任すると反乱を完全鎮圧すべく小アジアへ急行したものの、ペルペルナはペルガモン近くで病死し、両者の競争は終わることとなった。
しかし旧ペルガモン王国領土内での戦いはいまだ続いていた。アリストニコスが捕らえられた後には、農民達が反乱の中心となっており、アクィッリウスは反乱鎮圧のために幾つかの都市を占領したことが分かっている。このときローマ軍は、都市の水源を汚染させるという方法をとっている。フロールス（en）によれば、これはローマ軍の面目を失わせるものであった。

## プロコンスルシップ
執政官就任中に反乱は鎮圧されたが、アクィッリウスは紀元前126年までプロコンスルとしてインペリウム（軍事指揮権）を保持したままペルガモンに留まった。最重要任務は、アシア属州の国境線を決定することであった。10人の元老院議員からなる特別委員会も派遣され、アクィッリウスは彼らと共に、旧ペルガモン王国領土のうちトラキアとガリポリ半島をマケドニア属州に、アンドロス島とアイギナ島はアカエア属州に編入し、東方の領土の一部はアリストニコスの反乱の際にローマを支援した同盟国に割譲した。
カッパドキア王アリアラテス5世（en）の息子達はリカオニアを受け取り、フリギアはポントス王ミトリダテス5世（en）とビテュニア王国に分け与えられた。特にフリギアはその大部分（大フリギア）がポントスのものとなった。

### 収賄疑惑
アッピアノスは、この決定はミトリダテスがアクィッリウスに莫大な賄賂を贈ったためとしている。しかし、現代ではこの見方は分かれている。この決定はアクィッリウス単独ではなく10人委員会とともに行ったのであり、アッピアノスもフリギアの「購入」は彼自身のためではないとしている。アッピアノスの『ローマ史』におけるこの部分の記述は、やや後に起こったミトリダテス戦争でのポントス王ミトリダテス6世、ビテュニア王ニコメデス4世、ルキウス・コルネリウス・スッラといった何れも興味深い人物との関連で語られている。ポントスは「ローマとの友好と同盟」のためにフリギアを得た。しかしながら、賄賂の有無に関しては不明である。

## その後
アシアでの任務が終わるとアクィッリウスはローマに戻り、紀元前126年11月11日に凱旋式を実施した。ローマで捕らえられていたアリストニコスも見せしめとして歩かされ、その直後に処刑された。

### 告発
後（紀元前126年から123年の間）に、アクィッリウスはプブリウス・コルネリウス・レントゥルスから、その統治地域での不法行為に関して訴えられている（裁判が先で無罪になった後に凱旋式を行ったとする説もある）。判決は無罪ではあったが、アッピアノスは明らかに有罪であったとしている。
紀元前123年になると、アクィッリウスの政敵であるガイウス・センプロニウス・グラックス（グラックス弟）が護民官となって再度裁判を起こした。彼は収賄罪で有罪となり元老院議員からエクィテス（騎士階級）に落とされたマニウス裁判の例を出して、アクィッリウスを無罪とした判事を非難した。アウルス・ゲッリウスは、グラックスがその演説においてアウフェイウス法（en）を持ち出したとしている。この法律は小アジアでの植民に関連したものと思われるが、言及されるのはこの資料のみで詳細は不明である。グラックスは、この法に賛成する元老院議員はポントスからの賄賂を受け取っており、受け取っていないものはビテュニアから賄賂を受け取っていると主張している。アウフェイウス法とアクィリウス法（en）は同一のものではないかとの説もある。いずれにしてもこの裁判はビテュニアのニコメデス2世から訴えられた、東方でのアクィッリウスの行動と関連していた。
最終的にグラックスは、大フリギアをミトリダテスに割譲するのは不当であるとの決定を得た。アクィッリウスのその後に関しては不明である。

## 子孫
紀元前101年の執政官マニウス・アクィッリウスは息子である。父と同じく息子もアシア属州に深く関わったが、父と共にペルガモンの民から憎まれ、見せしめのために酷い殺され方をした。

## 参考資料

### 古代の資料
- ルキウス・アンナエウス・フロールス『ローマ史概要』
- アッピアノス『ローマ史』
- ウェッレイウス・パテルクルス『ローマ世界の歴史』
- アウルス・ゲッリウス『アッティカ夜話』
- エウトロピウス『首都創建以来の略史』
- オロシウス『異教徒に反駁する歴史』
- ストラボン『地理誌』
- マルクス・トゥッリウス・キケロ『神々の本性について』
- ユニアヌス・ユスティヌス『地中海世界史の要約』

### 研究書
- Broughton T. "Magistrates of the Roman Republic" - New York, 1951. - Vol. I. - P. 600.
- Clebs E. "Aquillius 10" // RE. - 1895. - Bd. II, 1. - Kol. 323-324.
- Hill H. "The So-called lex Aufeia" // CR. - 1948. - T. 62 . - P. 112-113 .
- Magie D. "Roman Rule in Asia Minor" - Princeton, 1950. - 166 p.
- McGing B. "Appian, Manius Aquillius and Phrigia" // Greek, Roman and Byzantine Studies. - 1980. - Vol. 21 , No. 1 . - С. 35-42 .
- Olshausen E. "Pontos" // RE. - 1978. - Bd. XV. - Kol. 396-442.
- Scherwin-White A. "Roman Involvement in Anatolia 164-88 BC" // JRS. - 1977. - Vol . 67 . - P. 62-75 .
- Golubtsova E. "Ideology and culture of the rural population of Asia Minor. I-III centuries" - M .: Science, 1977. - 241 p.
- Klimov O. "The Pergamum Kingdom. - St. Petersburg" : Faculty of Philology and Arts of St. Petersburg State University; Nestor-History, 2010. - 400 with. - ISBN 978-5-8465-0702-9 .
- Saprykin S. "The Pontine Kingdom. The state of the Greeks and barbarians in the Black Sea region" - M .: Science, 1996. - 195 with. - ISBN 5-02-009497-8 .
- Talakh V. "Born under the sign of the comet: Mithridates Eupator Dionysus" - Kiev, 2013. - 214 with. - ISBN 978-617-7085-08-8 .